# Pudliszki (przedsiębiorstwo)
Pudliszki – przedsiębiorstwo przetwórstwa owocowo-warzywnego w Pudliszkach. Obecnie wchodzi w skład amerykańskiej grupy H. J. Heinz Company, która ma w nim pakiet większościowy akcji. Profil produkcji to głównie przetwory pomidorowe (ketchup i koncentrat) oraz warzywne (z groszku, fasoli i kukurydzy).

## Historia
Historia przetwórstwa spożywczego w Pudliszkach zaczęła się od Józefa Łubieńskiego, który w 1847 roku uruchomił tu jedną z pierwszych w Wielkopolsce cukrowni. Późniejszy właściciel majątku Kennemann zlikwidował cukrownię i na jej miejsce uruchomił przynoszącą lepsze zyski gorzelnię. Inżynier rolnictwa Stanisław Fenrych w 1920 roku założył się z sąsiadami, że zakupione przezeń gospodarstwo w Pudliszkach będzie przynosić zysk nawet, jeśli miałyby tu wyrosnąć gruszki na wierzbie. Symbol żółtej gruszki na zielonej wierzbie po dziś dzień występuje na niektórych przetworach fabryki jako jej logo.

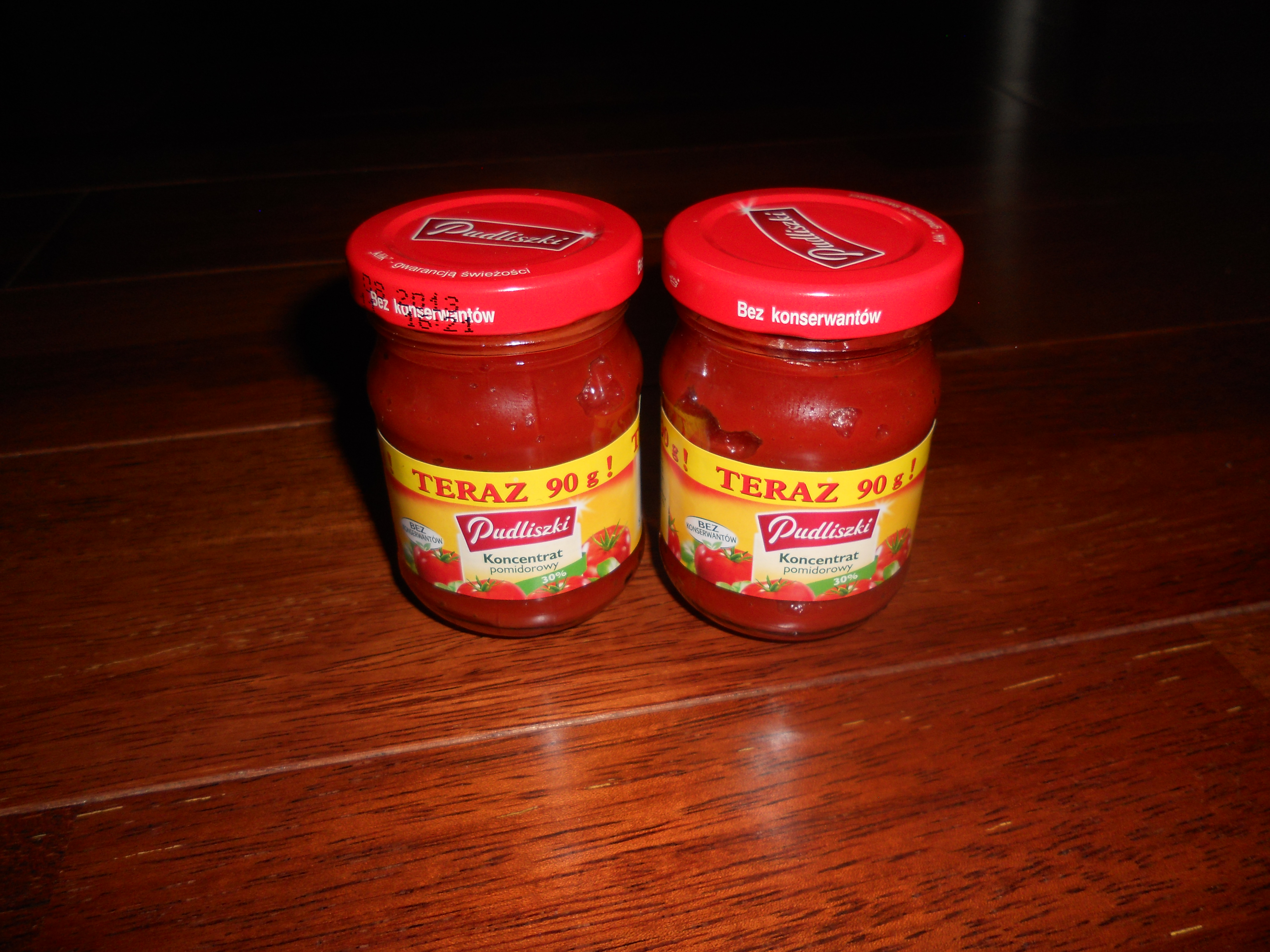
Koncentrat pomidorowy Pudliszki

W pierwszych latach część prac wykonywano w piwnicach pałacu, ale już w 1923 roku uruchomiono nową fabrykę zatrudniającą, wraz z należącymi do niej uprawami, około 200 osób. W 1927 roku fabryka sfinansowała wyjazd dwóch poznańskich profesorów do Londynu w celu zapoznania się z technologią produkcji ketchupu; wyjazd ten pozwolił na uruchomienie w Pudliszkach własnych przetworów pomidorowych. W latach 30. XX wieku zatrudnienie wynosiło – mimo recesji – 800 osób, niektóre jej przetwory eksportowano do Niemiec, Francji i USA.
6 września 1939 roku (II wojna światowa) do fabryki weszły wojska niemieckie. Nim jednak do tego doszło Fenrych otworzył magazyn i rozdał wszystko pracownikom. Mimo nalegań właściciele nie podpisali volkslisty. Zostali wysiedleni. Firma została ponownie otwarta dopiero w 1945 roku.
Po wojnie upaństwowiona, fabryka przez wiele lat prosperowała w branży spożywczej, wchodząc w 1992 i 1993 roku do pierwszej pięćsetki najefektywniejszych przedsiębiorstw państwowych w Polsce. W 1994 roku przekształcona w spółkę akcyjną. Od 1997 roku większościowy pakiet akcji należy do koncernu Kraft Heinz.
Najstarsze logo firmy przedstawia gruszki na wierzbie.